# 藍斑翅蝗
藍斑翅蝗是劍角蝗科斑翅蝗屬的其中一種。該物種分布於歐洲、北非和亞洲，最近在馬爾他群島被重新發現。

## 描述
藍斑翅蝗是一種中等大小的蝗蟲，雄性介於15到21毫米之間，雌性介於22到28毫米之間。身體的顏色會因動物發育的基底而有很大的差異：紅褐色、灰色、淡黃色，甚至是完全的深色或鮮色。前翅最常見的是由兩到三條淺色帶交叉，但最引人注目的特徵，在藍斑翅蝗飛走時非常明顯，是後翅的鮮豔顏色，美麗的綠松石色突出了黑色的邊緣條紋。此外，後股骨的上表面有一個缺口。靜止時，可能會與其他斑翅蝗屬物種混淆，例如O. germanica。

## 生態
藍斑翅蝗經常出沒於植被低矮且開放的乾燥地區：沙丘、熱帶、沙地上的草地以及陽光照射的石灰岩。許多棲息地與最近人類活動使用的土地相對應，例如煤堆、採石場與礦坑、鐵道道碴等。它是專門的陸生昆蟲，其隱閉色通常與底物相符。它會將自己壓在地上一動不動，只有在非常接近危險時才會跳躍。一個顯著的行為是「鉤」著地，以混淆潛在的攻擊者。因此，藍斑翅蝗落地後會擺動身體，朝向來時的方向。成蟲的藍色後翅突然消失，使捕食者難以迅速轉換搜尋方向，以重新定位獵物。雌性會把卵產在裸露乾燥的土壤中。在此物種中，聲發射幾乎不存在。食物主要是草。

## 亞種

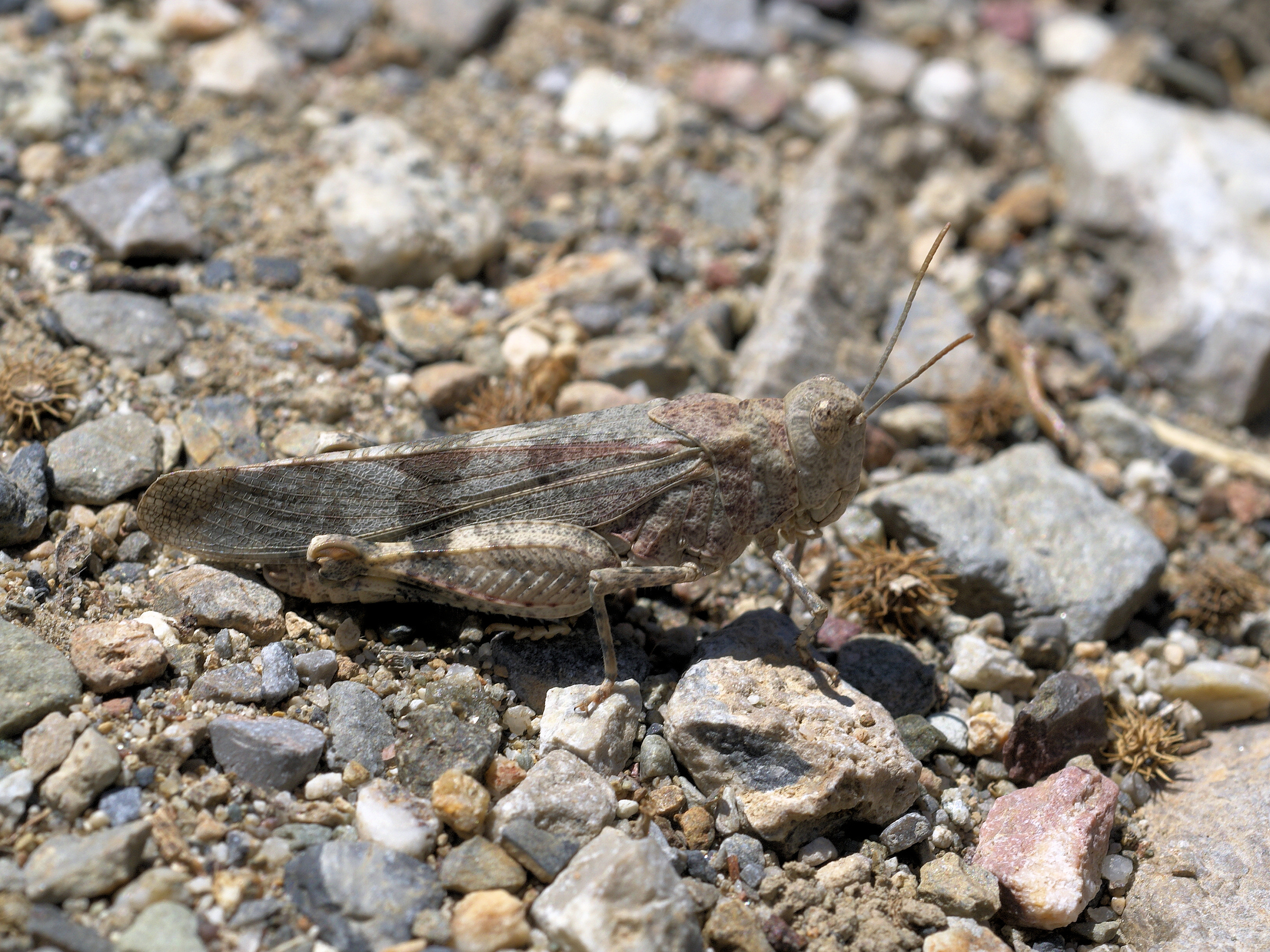
藍斑翅蝗

- Oedipoda caerulescens armoricana Sellier, 1948
- Oedipoda caerulescens caerulescens (Linnaeus, 1758)
- Oedipoda caerulescens nigrothoracica Görtler, 1948
- Oedipoda caerulescens sulfurescens Saussure, 1884